# Alfred Teichmann (Bauingenieur)
Alfred Teichmann (* 24. November 1902 in Köln; † 21. September 1971) war ein deutscher Bauingenieur, Hochschullehrer und Fachautor.

## Leben
Alfred Teichmann war der Sohn des Studienrates Albert Teichmann und dessen Frau Julie. Von 1911 bis 1921 besuchte er das Gymnasium Kreuzgasse und studierte anschließend Bauingenieurwesen an der Technischen Universität Darmstadt. Dort war er von 1923/24 bis 1926 Hilfsassistent für Mechanik bei Professor Wilhelm Schlink. Teichmann übernahm von 1926 bis 1929 des Öfteren Vertretungen von Professor Karl Thalau an der Technischen Hochschule Berlin in Charlottenburg. An der TH Berlin promovierte er 1931 mit der Dissertation Zur Berechnung auf Knickbiegung beanspruchter Flugzeugholme.
Von 1936 an arbeitete Teichmann bei der Deutschen Versuchsanstalt für Luftfahrt (DVL) in Berlin-Adlershof und wurde 1937 Abteilungsleiter im Institut für Festigkeit (Flugzeugstatik), wo er sich unter anderem mit Flatter-Berechnungen und Betriebsfestigkeitsversuchen beschäftigte. Teichmann, der 1937 außerordentlicher Professor geworden war, förderte im Zuge seiner Arbeit bei der DVL die Entwicklung von Konrad Zuses Computern und nahm teil an der Vorführung der Z3 am 12. Mai 1941. Im Jahre 1942 wurde er Mitglied der Deutschen Akademie der Luftfahrtforschung und 1944 ordentlicher Professor am Lehrstuhl für Flugzeugbau an der Technischen Hochschule Aachen.
Teichmann wurde 1948 Ordinarius für Baustatik an der TU Berlin. Er war von 1948 bis 1950 Dekan der Fakultät für Bauingenieurwesen. 1969 wurde er emeritiert.
Teichmann wird der von Heinrich Müller-Breslau begründeten „Berliner Schule“ der Baustatik zugerechnet. Seine Vorlesungen genossen einen guten Ruf. Sein drei Bände umfassendes Werk „Statik der Baukonstruktionen“ galt als wegweisend.

## Werke
- Zur Berechnung auf Knickbiegung beanspruchter Flugzeugholme, Dissertation
- Aufgaben aus der Flugzeugstatik, Ko-Autor
- Statik der Baukonstruktionen, 3 Bände